# El Salto (San Luis Potosí)
El Salto es una cascada que se encuentra localizada en el municipio de El Naranjo, 171.5 km al E-NE de la capital de estado de San Luis Potosí, en México en las coordenadas geográficas 22°35′12″N 99°23′00″O / 22.58667, -99.38333. Tiene una altura de 70 metros.
En 2015 se reportó que la cascada se había secado debido a la actividad de la Central Hidroeléctrica Camilo Arriaga, que opera desde 1996. En 2018 se propuso a la Comisión Federal de Electricidad y a la Comisión Nacional del Agua que la hidroeléctrica permitiera que la cascada regresara a la normalidad.